# Donovaly
Donovaly jsou obec na Slovensku v okrese Banská Bystrica. Obec leží na sever od Banské Bystrice mezi pohořími Velká Fatra a Starohorské vrchy. Je zde významné lyžařské středisko.
V 17. století tu postupně vznikaly osady na výrobu dřevěného uhlí (Bully, Hanesy, Mistríky, Mišúty, Močiar, Polianka, Donovaly a Sliačany). Na jejich území pak v 18. století vznikla obec Donovaly. První písemná zmínka je z roku 1702. Při potlačování Slovenského národního povstání tudy ustupovala povstalecká armáda, která tu nechala většinu výzbroje.